# Indo-ägyptische Baumwollindustrie
Die Indo-ägyptische Baumwollindustrie geht zurück bis in das 10. Jahrhundert. Die Seefahrt im Indischen Ozean stellte ökonomische Verbindungen und soziale Netzwerke her, die vom westlichen Al-Fustāt (arabisch الفسطاط, DMG al-Fusṭāṭ ‚das Zelt‘; heute Alt-Kairo) über China bis nach Java im Osten reichten. Der Warenverkehr weitete sich jedoch noch weiter aus, denn indische und ägyptische Güter wurden entlang des Roten Meeres bis nach Ostafrika transportiert und gelöscht.

## Geschichte
Aus historischen Quellen ist bekannt, dass der indo-ägyptische Handel insbesondere auf den Umschlag von Textilien abzielte. Diese Geschäfte hatten vornehmlich Bedeutung für den islamischen, den indischen und den südostasiatischen Markt. Der Textilhandel war unter Handelstreibenden unterschiedlichster religiöser Weltanschauung und ethnischer Herkunft aufgeteilt. Besondere Bedeutung erlangten jedoch Kaufleute aus dem indischen Gujarat (Gandhinagar), denn diese verfügten über die stabilsten Netzwerke. Die Bevölkerung Gaujaratis setzte sich dabei aus verschiedenen Herkunftsländern zusammen. Einerseits gab es Hindus, andererseits Jainas. Beide Gruppen gaben im Handel den Ton an. Dahinein mischten sich zoroastrische Parsen und viele Muslime. Letztere waren ebenfalls unterschiedlicher Herkunft. Lange vor der Islamisierung der Gujaratis, trieben Muslime bereits regen Handel in der Region. Zu Beginn des 16. Jahrhunderts noch bestand in Malakka eine Kolonie von 1000 Gujarat-Muslimen.
Ab dem 16. Jahrhundert beteiligten sich die Europäer am Handelgeschehen im Indischen Ozean. Zu diesem Zeitpunkt existierte bereits ein hochentwickeltes Wirtschaftsimperium. Mit Beginn des 17. Jahrhunderts beherrschten die Portugiesen die Straße von Hormus. Die Bevölkerung der Region bestand zu 27 % aus Hindus, zu 10 % aus Portugiesen und zu 40 % aus Muslimen. Indische Textilien stellten gleichsam eine „Währung“ für das gesamte Handelsgebiet dar. Ausschlaggebend dafür waren neue Herstellungsmöglichkeiten für waschechte Farbstoffe; genauso aber Entwicklungen für den innovativen Einsatz von Mustern und Farben für die Endprodukte. Verfeinerungen führten zu einer Ästhetisierung der Farben und technische Neuerungen brachten Erfolge für die luxuriöse Verarbeitung von Seidenstoffe und Baumwolltextilien.
Bereits die Antike kannte berühmte indische Baumwollstoffe. Diese beherrschten den Weltmarkt bis zum Einsetzen der Industriellen Revolution in Europa. Archäologische Funde aus der Indus-Kultur belegen, dass Kenntnisse um Beiztechniken auf das 2. Jahrtausend v. Chr. zurückgehen. Auch die Höhlenmalereien von Ajanta aus dem 5./6. Jahrhundert vermitteln ein frühes Bild von Mustern auf Kleidungsstücken im nordwestlichen Indien.

### Indische Textilien in Ägypten
Seit dem 17. Jahrhundert lassen sich indische Textilien nachweisen. Kleidungsstücke der Mogulen oder Chintze-Ausstattungen wurden nach Europa exportiert. Heute werden sie in diversen überseeischen und indischen Sammlungen, soweit erhalten, bewahrt. Die bekanntesten Exemplare stammen aus Gujarat. Sie wurden nach Ägypten gehandelt. Die Kunstmärkte Kairos präsentierten sie Anfang des 20. Jahrhunderts als Fusṭāṭ-Fragmente, denn sie waren regelmäßig nur in Teilen erhalten und ihre Herkunft mit dem alten Kairo verknüpft. Die umfangreichste Sammlung beherbergt das Ashmolean Museum in Oxford, England. Eine Besonderheit dieser alten Textilfragmente liegt darin, dass ihr Verschleiß auf alltäglichen Gebrauch zurückzuführen ist; es handelte sich nicht um Luxusware. Die Einfärbungen lassen sich gruppieren: So gab es „indigo-blaue Grundfarben (indigofera tictoria)“. Daneben gab es diverse mittels Noni beziehungsweise Färberkrapp (Morinda citrifolia und Rubia tinctorum) behandelte „Rotschattierungen auf weißem Grund“ und letztlich eine Kombination beider Farbgruppen. Trotz indischer Wurzeln lässt sich die Herstellung der Baumwollwaren in Indien insoweit nicht zweifelsfrei herleiten.

### Chronologie der Fusṭāṭ-Textilien

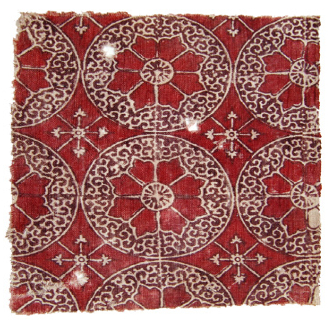
Indisches Textilfragment, ca. 1545-1645, gefunden in Fustat. Weggeworfene Textilfragmente, die im sehr trocknen Klima Ägyptens konserviert wurden, sind in diesem Gebiet häufig zu finden.

Die Fusṭāṭ-Textilien (benannt nach Al-Fustat, Hauptstadt und Wirtschaftszentrum der Region) wurden in der Hauptsache im Stempeldruckverfahren hergestellt. Ähnlich wie beim Batikverfahren wurden mittels Wachsbedeckungen oder Paste farbenfreie Flächen geschaffen (bandhani). Die Fusṭāṭ-Fragmente lassen sich zeitlich jedoch schwer eruieren. Frühere Forschungen verließen sich auf Datierungsmethoden, die Stoffmuster mit zeitgleich auftretenden architektonischen Dekors einfach parallelisierten. Derlei Erkenntnisse, die nicht in spezifisch ikonografischem – und damit motivisch deutbarem – Zusammenhang zu Datierungen standen, wurden später zunehmend abgelehnt. Wissenschaftliche Erkenntnisse offenbarten, dass Motive innerhalb eines Mediums zwar dauerhaft wiederkehrend sein können, in einem anderen Medium jedoch längst abgelöst sind. Fusṭāṭ als archäologische Quelle ist daher problematisch.
Auf der Suche nach zuverlässigeren Datierungen begannen im Jahr 1978 Grabungen in al-Qusair (arabisch القصير, DMG al-Quṣair ‚kleine Burg‘). Gesucht wurde in einem alten Hafen am Roten Meer. Dieser Hafen wurde in römischer Zeit und im 12. und 13. Jahrhundert intensiv genutzt und wurde für Handelsbeziehungen zwischen den Mamluken und Jemeniten bedeutsam. 69 Baumwollfragmente fanden sich unter den Funden. Alle waren offensichtlich indischer Herkunft, denn sie sind zumeist mit Stempeln im Reserveverfahren gefärbt worden (patola).
Im Jahr 1980 erfolgten weitere Grabungen, diesmal im sogenannten Fusṭāṭ-C-Gebiet. Die dabei gefundenen Textilien konnten kaum indischen Ursprungs sein, sondern mussten aus dem Nahen Osten und/oder Mittelmeerraum stammen, möglicherweise aus Ägypten selbst. Für diese Feststellung gaben technische Details Aufschluss. Ägyptische Baumwolle wurde nicht in der ausschließlichen „Z-Drehung“ (Spinnweise), wie in Indien üblich, sondern auch in „S-Drehung“ gefertigt. Weiterhin fand man Flachsfasern vor, die in Indien nicht verwendet wurden, was Aufschluss darüber gibt, dass indische Baumwollballen in Ägypten verarbeitet wurden, denn Flachsfasern fanden sich in Säumen und Nähten der Fragmente wieder.